# ميلتون أندرادي فاز مينديز
ميلتون أندرادي فاز مينديز (7 أكتوبر 1979 في البرتغال - ) هو لاعب كرة قدم برتغالي في مركز الوسط. لعب مع نادي أيك لارنكا ونادي فريموند ‏ ودوكسا كاتوكوبياس ‏ ونادي بايرنسيه وOthellos Athienou FC ‏ وPAEEK FC ‏ وAkritas Chlorakas ‏ وA.D. Portomosense ‏ وF.C. Lixa ‏ وElpida Xylofagou ‏.

## وصلات خارجية
- ميلتون أندرادي فاز مينديز على موقع قاعدة بيانات كرة القدم.إي يو (الإنجليزية)